# 3781 Дюфек
3781 Дюфек  (3781 Dufek) — астероїд головного поясу, відкритий 2 вересня 1986 року.
Тіссеранів параметр щодо Юпітера — 3,303.